# Straight from the Lab
Straight from the Lab (englisch für: „Direkt aus dem Labor“) ist eine inoffizielle EP des US-amerikanischen Rappers Eminem. Sie erschien am 7. November 2003 als Bootleg und wurde aus geleakten Songs des Künstlers zusammengestellt.

## Inhalt
Das erste Lied Monkey See, Monkey Do stellt eine Ansage an alle Rapper dar, die sich mit Eminem anlegen wollen. Die Songs We Are Americans und I Love You More wurden später auf der Bonus-CD des Albums Encore unter den Titeln We as Americans und Love You More veröffentlicht. Bei Can-I-Bitch wird Slick Ricks Lied Children's Story gesampelt, es ist ein Disstrack gegen den Rapper Canibus, während Bully einen Disstrack gegen Ja Rule und Benzino darstellt. Come on In war später unter dem Namen 6 in the Morning auf dem Album D12 World enthalten und Doe Rae Me ist ein weiterer Disstrack gegen Ja Rule, Murder Inc. und Benzino und auch unter dem Titel Hailie's Revenge bekannt.

## Covergestaltung
Das Original-Albumcover zeigt den Innenraum eines Labors. Eminem ist im linken unteren Bildteil zu sehen, er trägt Kopfhörer um den Hals. Im oberen Teil der Illustration stehen die Schriftzüge Eminem und Straight From The Lab EP. Das alternative Cover zeigt Eminem bekleidet mit weißer Jacke und Mütze vor einem Auto auf einer Straße. Rechts und links im Bild sind Häuserreihen und Menschen zu sehen. Links oben stehen die Schriftzüge eminem und Straight from the Lab. Beide Cover sind in Schwarz-Weiß gehalten.

## Gastbeiträge
Zwei Titel der EP enthalten Gastbeiträge anderer Künstler. So tritt Eminems Rap-Crew D12 bei den Songs Come on In und Doe Rae Me in Erscheinung. Bei letztgenanntem Lied wirkt außerdem der damals bei Shady Records unter Vertrag stehende Rapper Obie Trice mit.

## Titelliste
| Professionelle Bewertungen | Professionelle Bewertungen |
| -------------------------- | -------------------------- |
| Kritiken                   |                            |
| Quelle                     | Bewertung                  |
| allmusic                   | [ 3 ]                      |

| # | Titel                 | Gastbeiträge       | Länge |
| - | --------------------- | ------------------ | ----- |
| 1 | Monkey See, Monkey Do |                    | 3:40  |
| 2 | We Are Americans      |                    | 4:58  |
| 3 | I Love You More       |                    | 4:56  |
| 4 | Can-I-Bitch           |                    | 5:06  |
| 5 | Bully                 |                    | 5:17  |
| 6 | Come on In            | D12                | 4:34  |
| 7 | Doe Rae Me            | D12 und Obie Trice | 5:14  |

## Weitere Leaks
In den Jahren 2011 und 2025 wurden ebenfalls diverse Lieder von Eminem, ohne dessen Zustimmung im Internet veröffentlicht. Diese wurden unter den Bootlegs Straight from the Lab 2 (22 Songs) und Straight from the Lab 3 (27 Stücke) zusammengefasst.